# Sergio Mariotti
Pour les articles homonymes, voir Mariotti.
Sergio Mariotti (Florence, 10 août 1946 - ) est un premier joueur d'échecs italien qui fut le premier à avoir obtenu le titre de grand maître international (en 1974).

## Biographie
Sergio Mariotti présente sa candidature pour le titre de maître lors du tournoi d'Imperia en 1963. Il remporte le championnat junior italien en 1965 à Turin. Il obtient le titre de Maître lors du tournoi de La Spezia en 1969. Durant la même année, il devient champion d'Italie et termine quatrième lors du tournoi international de Praia da Rocha (Portugal), ce qui lui permet d'obtenir le titre de maître international. En 1971, il est de nouveau le champion d'Italie et termine deuxième au tournoi de Venise. En 1974, lors de l'Olympiade d'échecs de 1974 de Nice, il termine en troisième place et devient le premier italien à obtenir le titre de grand maître international. Il poursuit sa carrière avec succès, parvenant à se qualifier pour le Championnat d'Italie de 1976, où il termina en dixième position.
À cette époque en Italie, il n'était pas possible financièrement de jouer professionnellement aux échecs. Mariotti est donc forcé, pour des motifs économiques, de réduire le temps qu'il consacre à l'entraînement et à la compétition. La qualité de son jeu perd de sa finesse, lui que la revue anglaise British Chess Magazine avait  surnommé, en 1974, La furie italienne.
De 1994 à 1996 il est président de la Federazione Scacchistica Italiana (La fédération italienne des échecs). Il devient ensuite membre du Conseil fédéral et prend en charge la commission technique. Il participe occasionnellement à des compétitions. En 2005 il remporte le tournoi semi-blitz Città di Rocca di Papa, devançant entre autres les champions Michele Godena et Jacob Aagaard.

## Publication
- (it) Manuale degli scacchi: dalle basi all'agonismo (littéralement : Manuel des échecs : de la base à la compétition) Rome, Newton Compton, 1990.

## Sources
- (it) Cet article est partiellement ou en totalité issu de l’article de Wikipédia en italien intitulé « Sergio Mariotti » (voir la liste des auteurs).